# Людвиг IX (ландграф Гессен-Дармштадтский)
Лю́двиг IX (нем. Ludwig IX von Hessen-Darmstadt; 15 декабря 1719, Дармштадт — 6 апреля 1790, Пирмазенс) — ландграф Гессен-Дармштадтский, российский генерал-фельдмаршал (1774).
Старший сын ландграфа Людвига VIII (1691—1768) и принцессы Шарлотты Ганау-Лихтенбергской (1700—1726). 17 октября 1768 сменил своего отца на престоле ландграфства Гессен-Дармштадтского.
29 сентября 1773 года состоялось бракосочетание дочери ландграфа Людвига IX Вильгельмины Луизы (в православии — великой княгини Натальи Алексеевны) с наследником цесаревичем великим князем Павлом Петровичем.
3 (14) марта 1774 удостоен чина генерал-фельдмаршала российской армии, а 25 декабря 1774 (5 января 1775) — орденов: Святого апостола Андрея Первозванного и Святого Александра Невского.

## Семья
12 августа 1741 года женился пфальцграфине Каролине Генриетте Кристине Цвейбрюккен-Биркенфельдской (1721—1774). В этом браке родились:
1. Каролина (1746—1821), супруга Фридриха V, ландграфа Гессен-Гомбургского;
2. Людвиг X (позже — Людвиг I, великий герцог Гессенский; 1753—1820), преемник отца;
3. Фридерика Луиза (1751—1805), супруга короля Фридриха Вильгельма II Прусского, бабушка Александры Фёдоровны (жены Николая I);
4. Амалия (1754—1832), супруга наследного принца Карла Людвига Баденского, мать Елизаветы Алексеевны (жены Александра I) и бабушка Марии Александровны (жены Александра II);
5. Вильгельмина Луиза (1755—1776), первая супруга великого князя Павла Петровича;
6. Луиза Августа (1757—1830), супруга Карла Августа, великого герцога Саксен-Веймар-Эйзенахского;
7. Фридрих (1759—1802)
8. Кристиан (1763—1830).

Овдовевший ландграф вступил в Эмсе 23 октября 1775 года во второй (морганатический) брак с уроженкой Парижа Мари Аделаидой Шеруз (фр. Marie Adélaïde Cheirouze), которой в тот же день был пожалован титул графини фон Лемберг (нем. Gräfin von Lemberg). От второго брака детей не было.